# Glommersträsks kyrka
Glommersträsks kyrka är en kyrkobyggnad som tillhör Arvidsjaurs församling i Luleå stift. Kyrkan ligger i samhället Glommersträsk i Arvidsjaurs kommun.

## Kyrkobyggnaden
Ursprungliga kapellet uppfördes 1890-1891 av byns befolkning under ledning av bröderna Jonas och Karl Svedberg från Lillpite. 1936 flyttades kapellet till andra sidan vägen, då det byggdes om och invigdes till kyrka. Vid ombyggnaden tillkom kyrktornet, fönsten förstorades och innertaket fick valv.
Fram till 1951 ägdes kapellet av byborna då det överläts till församlingen. 1968 inreddes en församlingssal i kyrkans källarvåning.
Kyrkan har en stomme av trä och består av ett långhus med kor och sakristia i öster och torn i väster. Ytterväggarna är klädda med gulmålad stående träpanel.

## Inventarier
- Altartavlan är utförd av Gerda Höglund.[2]
- Orgeln byggdes 1954 av Grönlunds Orgelbyggeri AB.[källa behövs]

| Man I. Huvudverk C-g3 | Man II. Öververk C-g3 | Pedal        | Koppel |
| --------------------- | --------------------- | ------------ | ------ |
| Rörflöjt 8'           | Gedackt 8'            | Subbas 16'   | II/I   |
| Principal 4'          | Rörflöjt 4'           | Gedackt 8'   | II/P   |
| Gedackt 4'            | Principal 2'          | Nachthorn 2' | I/P    |
| Blockflöjt 2'         | Kvint 1 1/3'          |              |        |
| Scharf 2 chor         | Tremulant             |              |        |

### Fotnoter
1. ↑  ”Upplev kulturen”. Arkiverad från originalet den 26 november 2020. https://web.archive.org/web/20201126213513/https://www.arvidsjaur.se/sv/uppleva/turism/upplev-kulturen/. Läst 4 december 2020.
2. 1 2  ”Glommersträsk kyrka”. Riksantikvarieämbetet. http://www.kringla.nu/kringla/objekt;jsessionid=BD6227EA1B34476C08EB5AC263FD1253?referens=raa/bbrb/21420000042870. Läst 4 december 2020.

### Webbkällor
- byggnadspresentation
- anläggningspresentation
- ”Glommersträsks kyrka”. Svenska kyrkan. Arkiverad från originalet den 18 april 2013. https://archive.is/20130418171523/http://www.svenskakyrkan.se/default.aspx?id=669307. Läst 21 april 2011.